# 山本恭子 (映画評論家)

1962年

山本 恭子（やまもと きょうこ、1906年ごろ - 1996年11月6日）は、日本の映画評論家、翻訳家、編集者。本名、山本田鶴。山本田鶴子の名義も用いた。

## 来歴
京都府船井郡和知町出身。宮城県第一高等女学校卒業。女性映画評論家の草分けである。
洋画の字幕スーパーや原作本の翻訳に従事した。ユナイテッド・アーティスツ日本支社、雑誌『キネマ旬報』編集部、のち『映画之友』などの編集者として活躍した。雑誌『映画ファン』の編集長も務めた。 
90歳で死去。

## 著書
- 『映画の黄金時代 銀幕のスターたちは語る』 （編、キネマ旬報） 2016年

## 翻訳
- 『薔薇はなぜ紅い』上・下（スターク・ヤング、三笠書房） 1940年
- 『埋れた青春』（ダフネ・デュ・モオリア、山本田鶴子名義訳、三笠書房） 1940年
  - 『埋れた青春』（ダフネ・デュ・モオリア、三笠書房） 1950年
  - 『ジャマイカ・イン：埋れた青春』（デュ・モオリア、三笠書房） 1952年
- 『少女ペンのクリスマス・イブ』（キャステルハン、秋元書房） 1956年
- 『乙女の祈り』（ジョーン・フレミング、東京創元社、クライム・クラブ14） 1958年
- 『制服の処女』（秋元書房） 1958年
- 『土曜日のデイト』（ヘッドレイ、秋元書房） 1958年
- 『ディアーヌの初恋』（ヘッドレイ、秋元書房） 1958年
- 『わたしのお医者さま』（リチャード・ゴードン、三笠書房） 1959年
- 『はつ恋ノート』（デュ・ジャーディン、秋元書房） 1959年
- 『盲目の悪漢』（イヴリン・バークマン、東京創元社、クライム・クラブ29） 1959年
- 『美しき十四才』（マスグレイヴ、秋元書房） 1960年
- 『失踪当時の服装は』（ヒラリー・ウォー、東京創元社、創元推理文庫） 1960年
- 『ジュニア舞踏会』（サマーズ、秋元書房） 1961年
- 『彼はドライブ狂』（フェルセン、秋元書房） 1962年
- 『水平線の男』（ヘレン・ユースティス、東京創元社、創元推理文庫） 1963年
- 『あの時知っていたら』（デビイ・レイノルズ、秋元書房） 1964年
- 『ハーレム街の少女ギャング』（キティ・ハンソン、恒文社、F6・Books） 1965年
- 『マリアンの友だち』（N・ジョンソン、秋元書房） 1966年
- 『愛すれど心さびしく』（カーソン・マッカラーズ、秋元書房） 1969年
- 『裸足のイサドラ』（シュウェル・ストークス、角川書店、角川文庫） 1970年